# 小馬天主堂
小馬天主堂位於臺灣臺東縣成功鎮的小馬部落，是天主教白冷會所有的教堂，正式名稱是小馬聖尼克老天主堂，又稱聖尼各老堂，於2005年9月29日公告為歷史建築。該教堂被視為臺東的經典建築，有建築雜誌加以報導。

## 沿革
民國43年（1954年）姚秉彝神父將傳道翻譯員張明祥（Loma'ni Takofan）家作為小馬的宣教會所，舉行主日彌撒。民國45年（1956年）3月7日，曹經五神父到成功堂區擔任副堂，主日或平日會到小馬宣教和舉行彌撒。小馬部落的信教者日漸增加。民國46年（1947年），小馬地區部落興建教堂，工程有不少教友參與。
民國50年（1961年），瑞士籍神父池作基（Rev. Meinard Tschirky，1930-1992）來到東和堂區宣教。之後民國56年（1967年）小馬天主堂成立儲蓄互助社，該年白冷會也向臺東縣政府購買公有地以興建新教堂。民國57年（1968年）因教徒日增，池作基神父開始教堂的籌建。經費來自池作基神父的國外募款，以及教友變賣稻穀所得。新聖堂於該年（1968年）8月20日落成，由費聲遠主教祝聖啟用，稱「天主教小馬聖尼各老堂（Hsiaoma, St. Nicolaus）」。新聖堂的設計者是傅義（Julius Felder）修士，小馬天主堂（聖尼各老堂）是他來臺後的第三件作品。
民國74年（1985年）因應臺東市第二公墓遷葬作業，教堂後方設立墓園。墓園中葬有池作基、紀守常（Rev. Alfred Giger，1919-1970）、周維道（Rev. Viktor Notter，1906-1992）、郝道永（Rev. Friedrich Hort，1908-1985）、滿海德（Rev. Ernst Manhart，1905-1991）等諸位神父。

## 建築特色
小馬天主堂的特色是外觀有類似扶壁的結構，而外牆使用自然石板材，因有不規則線條而使得牆壁看起來像是用真石砌成。此外教堂錐狀屋頂（傳義修士稱斗笠屋頂）的採光天窗能將自然光源大量引進，照耀在祭臺上，營造神聖莊嚴的氣氛。

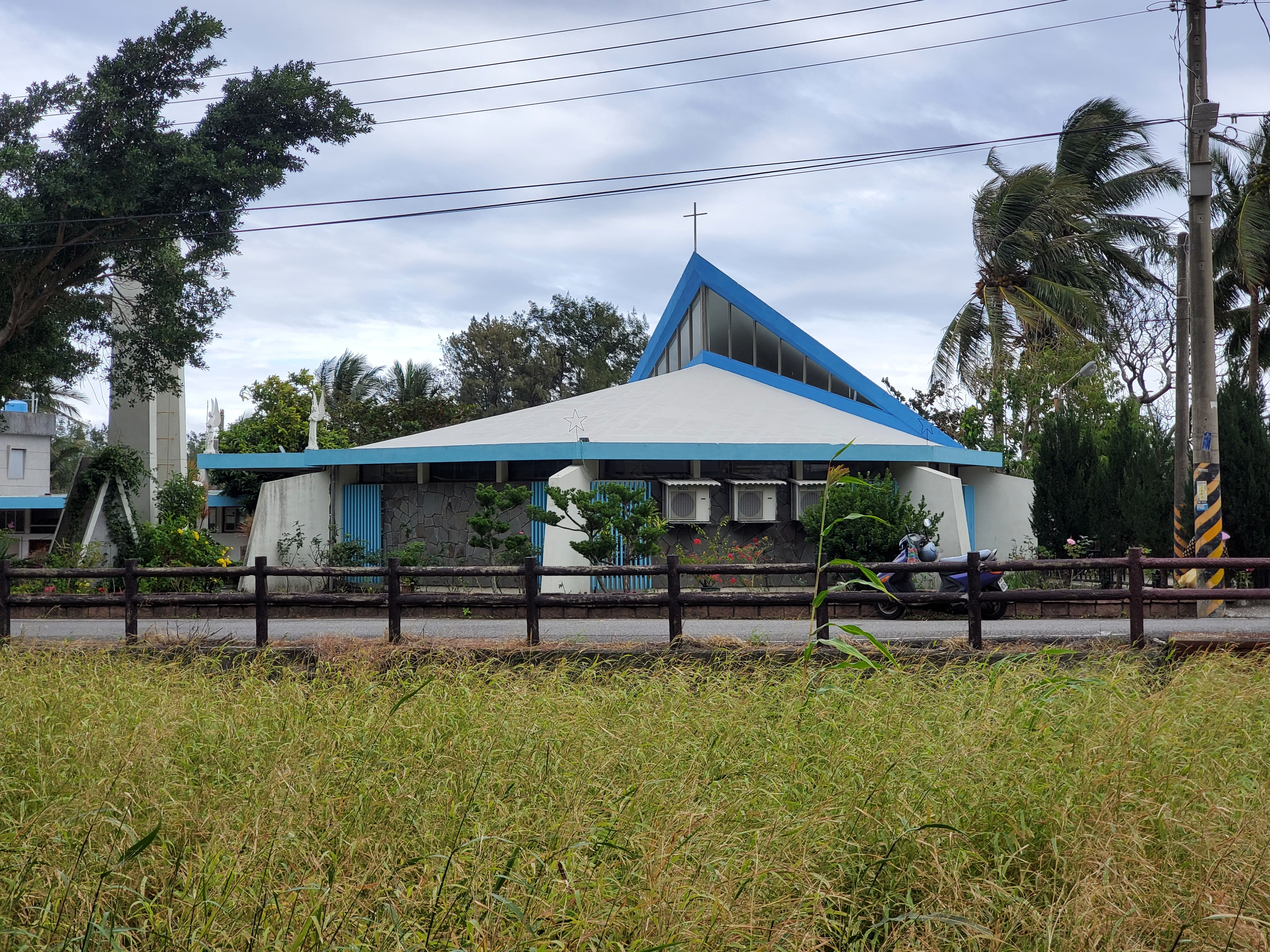
小馬聖尼克老天主堂全景
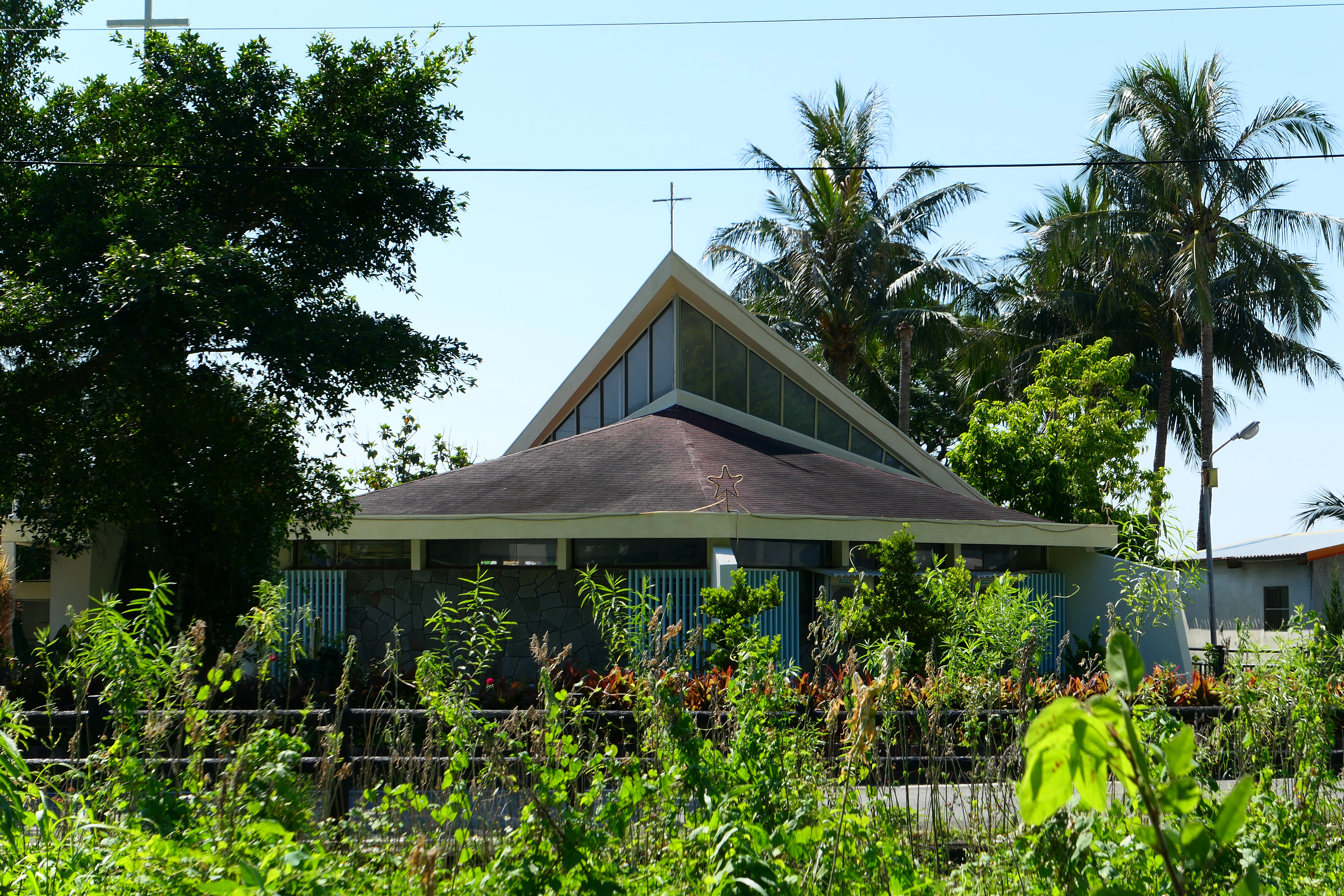
另一角度拍的小馬天主堂
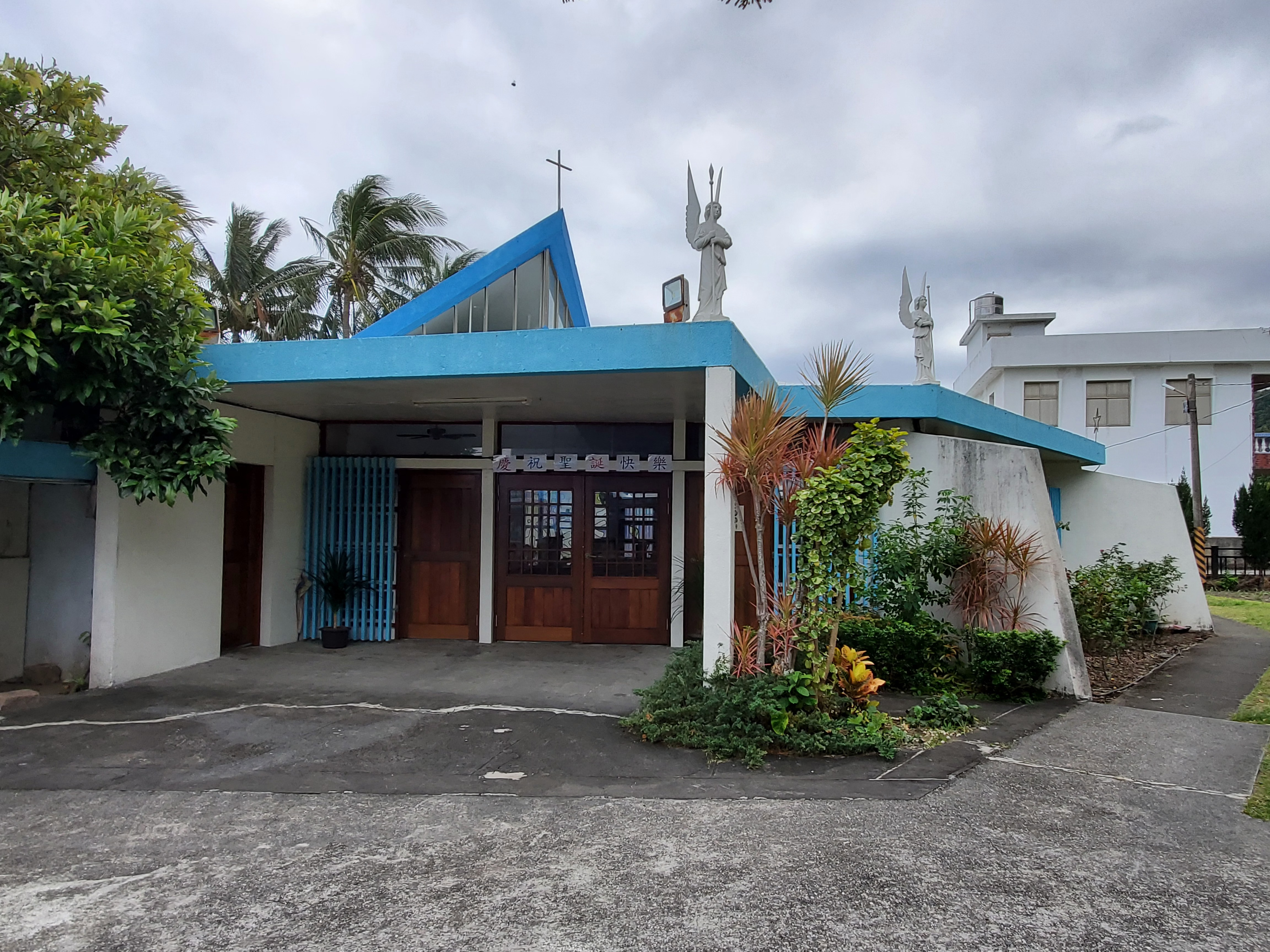
小馬聖尼克老天主堂正面
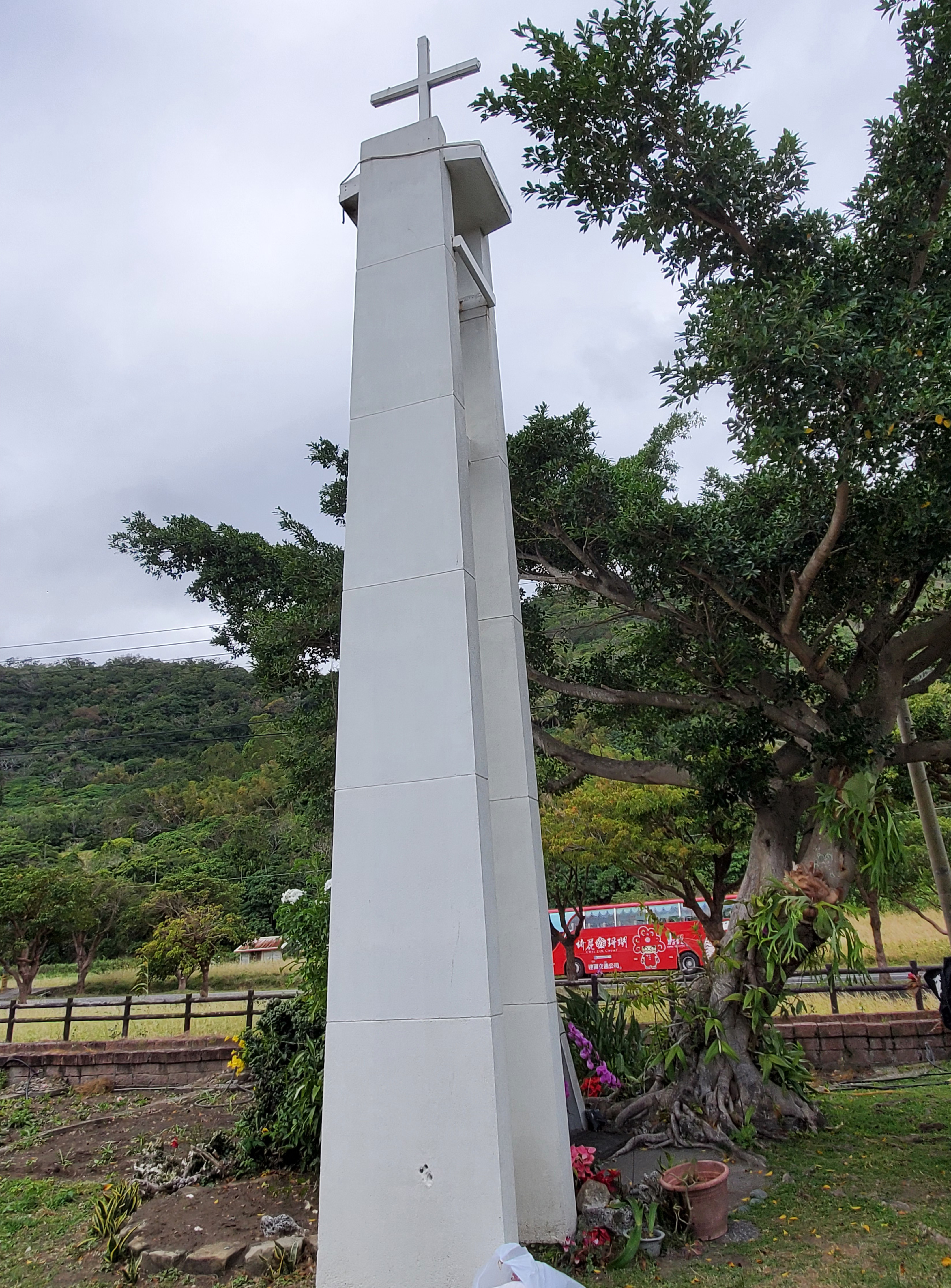
小馬聖尼克老天主堂鐘塔
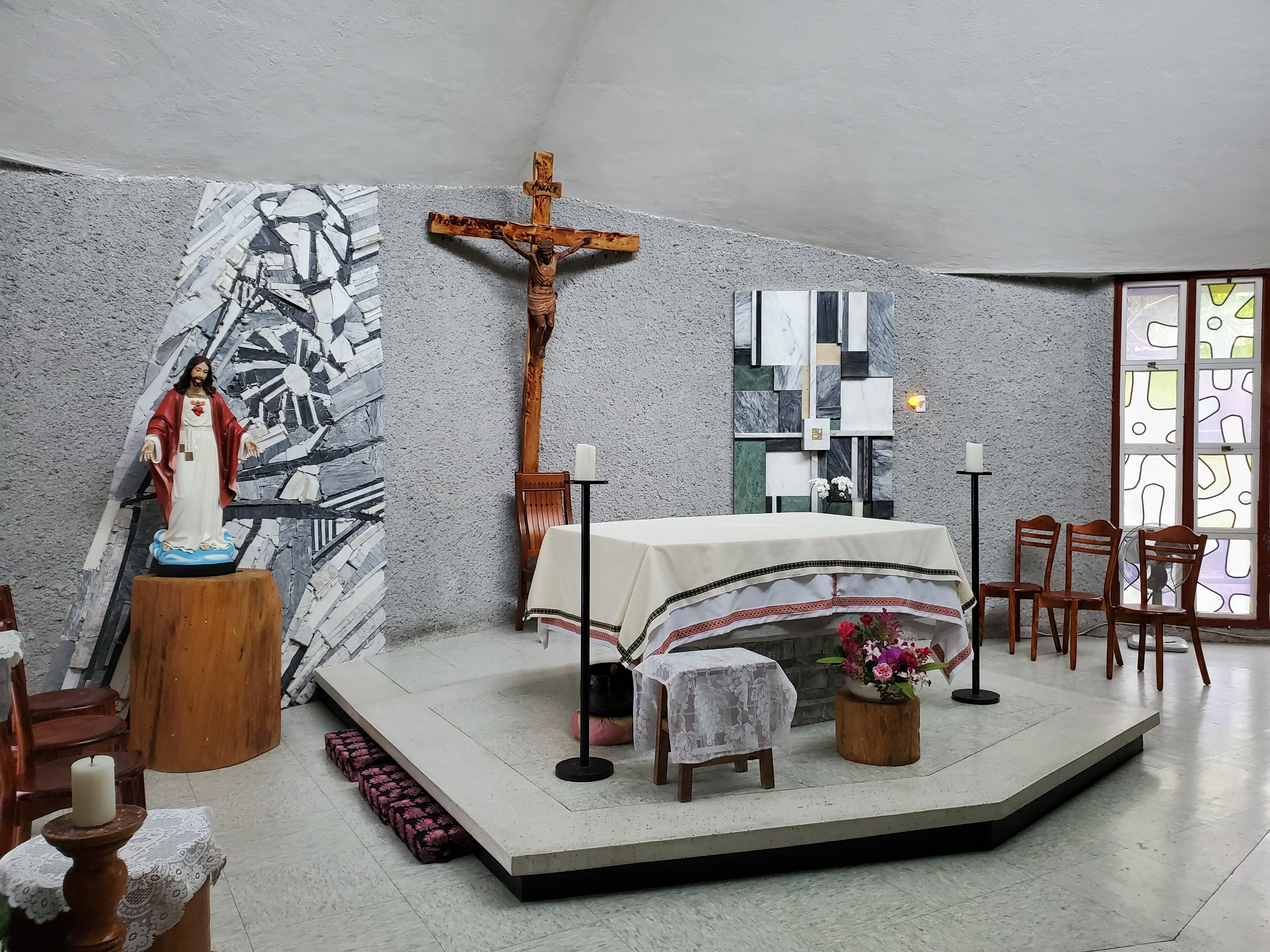
小馬聖尼克老天主堂祭壇
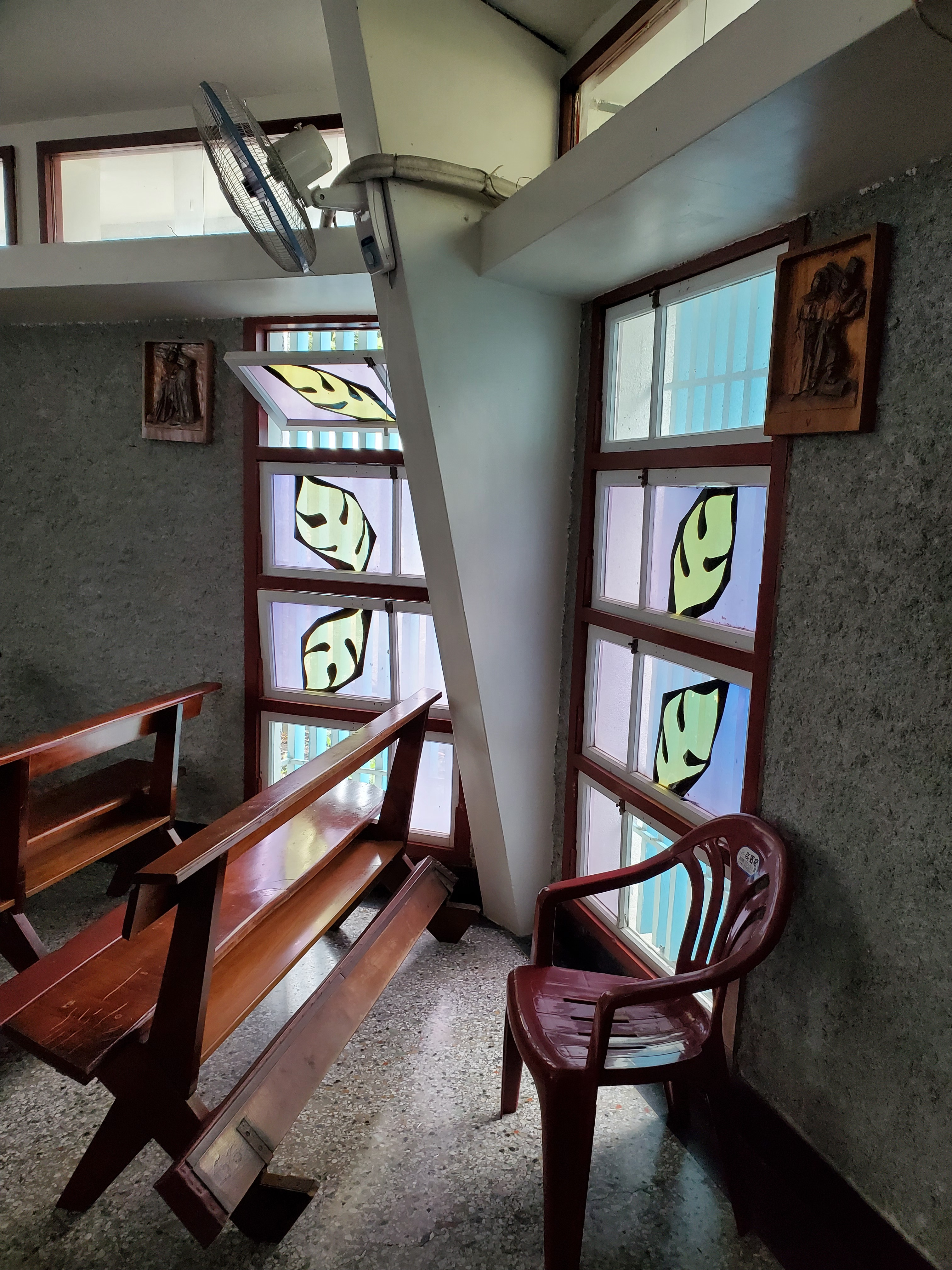
小馬聖尼克老天主堂室內